# Rio terà

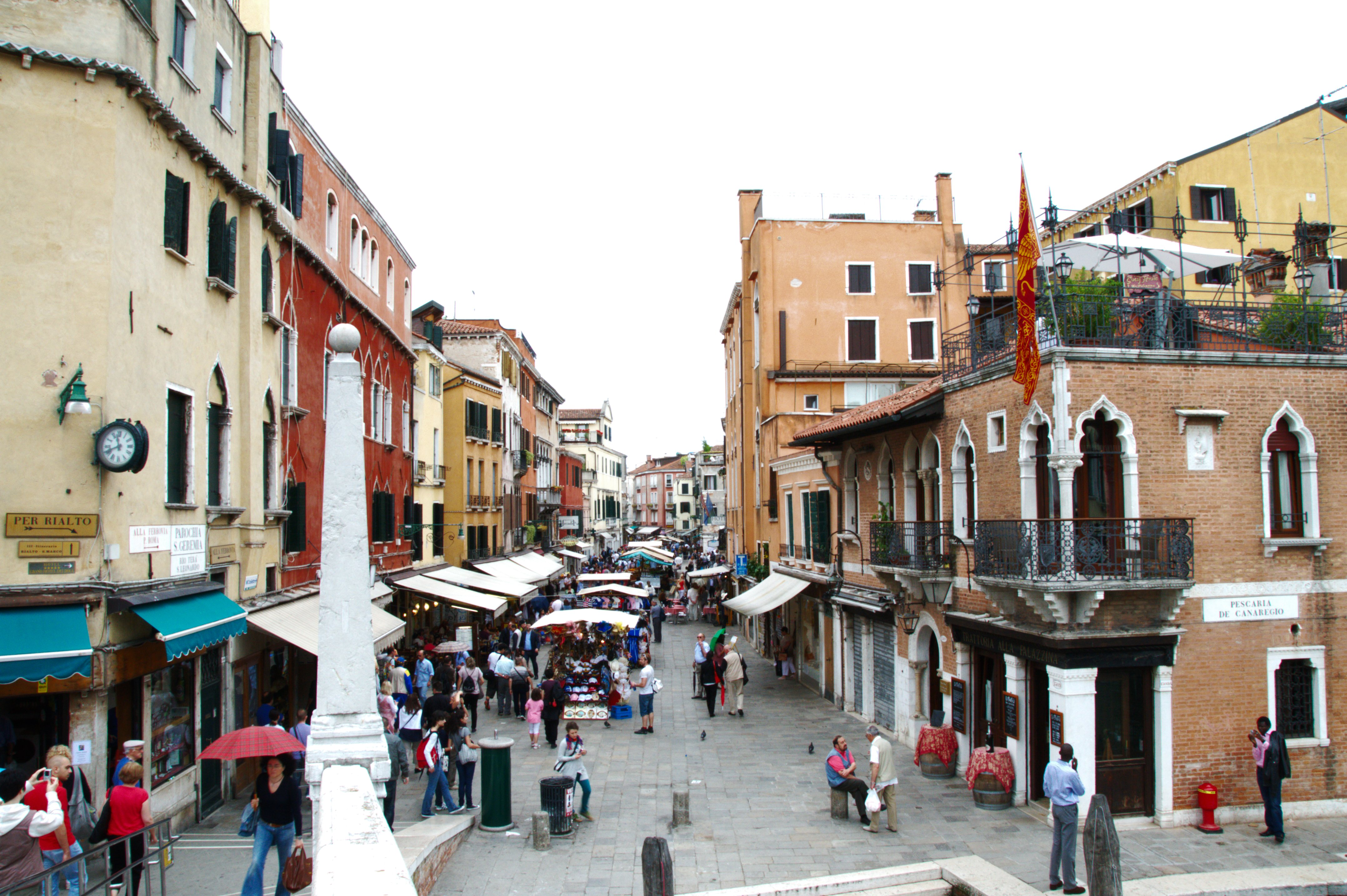
Il rio terà San Leonardo a Venezia

Il rio terà (in italiano canale interrato) è un elemento peculiare della viabilità della città di Venezia. Come dice il nome, si tratta di una strada pedonale ricavata per interramento di un canale preesistente. Quando a venire interrato era invece uno stagno, un laghetto o un'area paludosa, la strada prendeva il nome di piscina.
Gli interventi di interramento furono frequenti, talvolta per motivi di bonifica, molto più spesso per favorire la viabilità, ed ebbero luogo fin dal XIV secolo: il rio terà della Maddalena, lungo la Strada Nova, il cui interramento risalirebbe al 1398, sembra essere il primo esempio di allargamento della viabilità ottenuto con questo metodo. Gli interventi principali si collocano comunque tutti a cavallo tra il XVIII e il XIX secolo. Infatti nel periodo tra il 1816 e il 1866 furono interrati 28 rii.
L'esempio più famoso di rio terà è la via Garibaldi nel sestiere di Castello: fu Napoleone Bonaparte a volere tale intervento, interrando parzialmente il rio di Sant'Anna (di cui resta allo scoperto solo l'ultimo tratto verso San Pietro di Castello) per creare una strada monumentale chiamata originariamente Strada Eugenia, secondo alcune fonti in onore di una della tante sorelle dell'Imperatore, secondo altre in onore del cognato e viceré Eugenio di Beauharnais. Attorno al 1970 fu avanzata la proposta di riportare via Garibaldi al suo stato iniziale di canale, proposta che fu bocciata anche per via della grande importanza che tale strada ha assunto col tempo per la vita sociale della zona.
Nel corso del XX secolo gli interventi di interramento di canali si sono limitati a un unico breve rio nel sestiere di Santa Croce nei pressi di San Giacomo dell'Orio (1968, per motivi di igiene pubblica) e al rio di Sant'Andrea (1933, per realizzare Piazzale Roma). Al contrario, nello stesso secolo è stato creato negli anni trenta il Rio Novo allargando rii esistenti e creandone un tratto ex novo, mentre nel 1998 in prossimità del Ponte dei Tre Archi a Cannaregio è stato riaperto il tratto finale del Rio della Crea, che era stato interrato nel 1834.
A Burano venne interrato il Rio Terà del Pizzo che oggi costituisce la Via Baldassare Galuppi (periodo sconosciuto). Ciò ridusse il numero delle isole di Burano da cinque a quattro.

## Elenco dei principali interramenti dal XVIII secolo in avanti

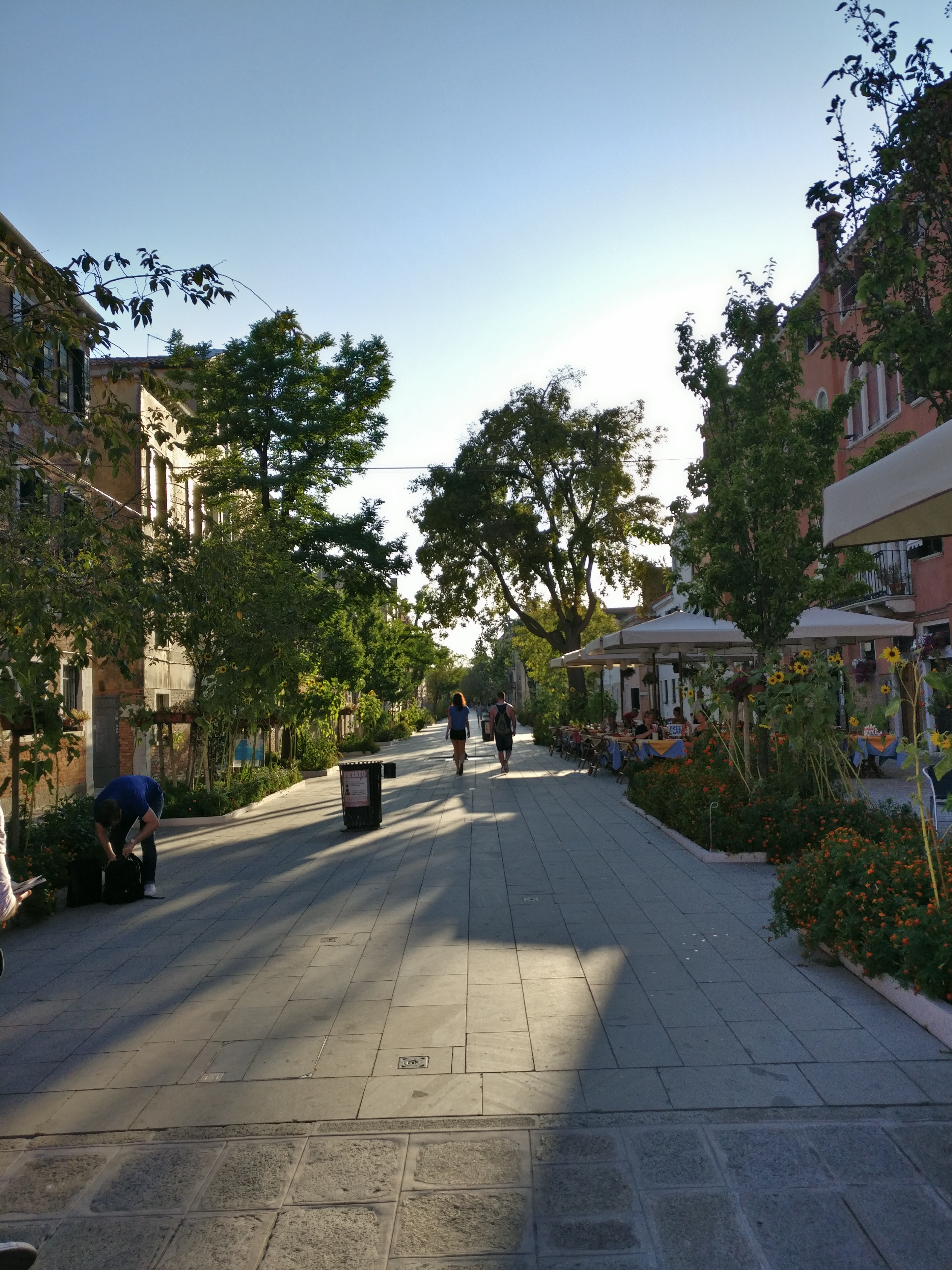
Rio Terà dei Pensieri

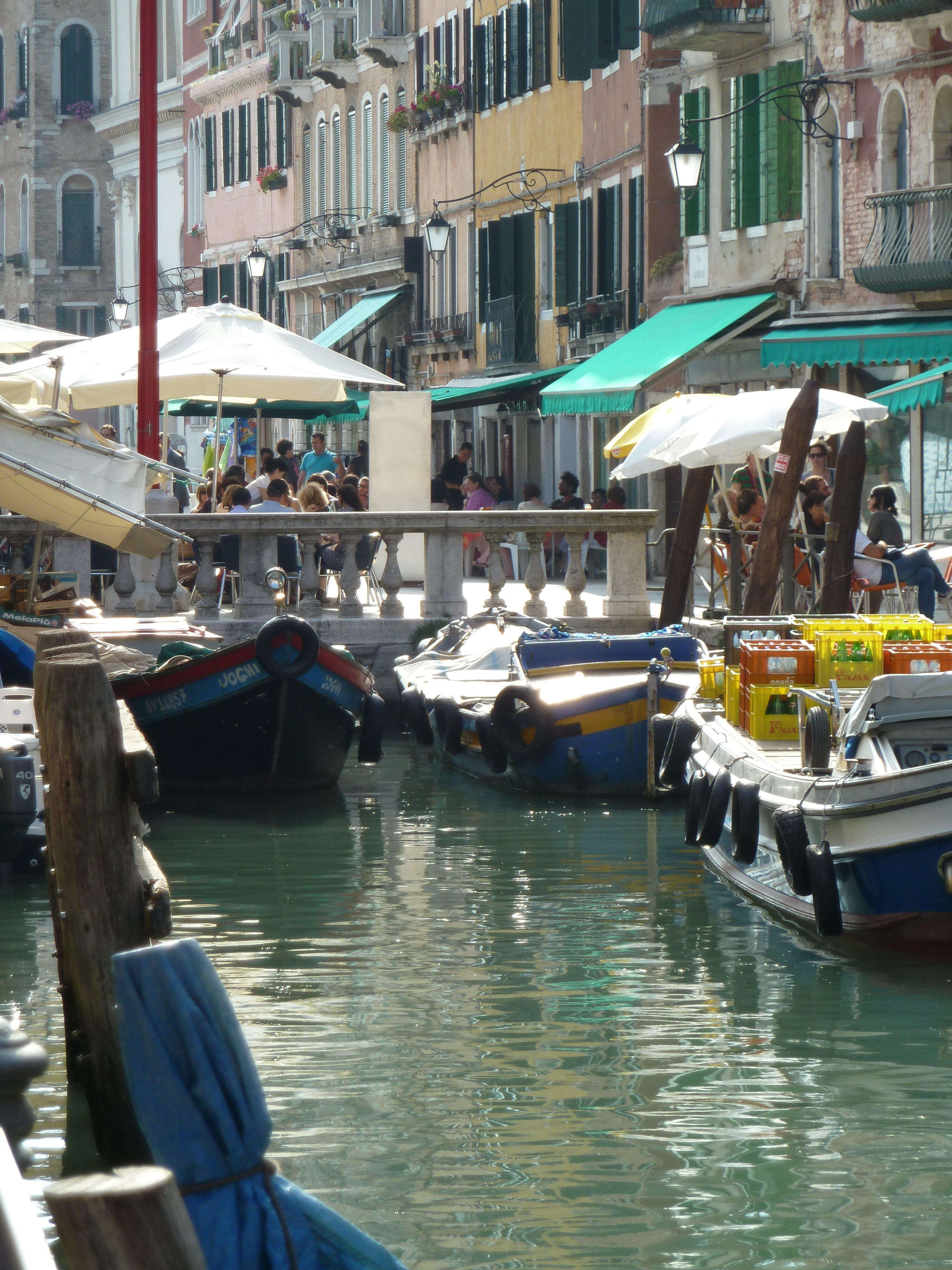
Via Garibaldi: Inizio della sepoltura del canale

Questo è un elenco degli interramenti con data nota a partire dal XVIII secolo:
1. 1710 rio San Paternian (campo San Luca) (parzialmente)
2. 1720 rio della Maddalena
3. 1754 riello delle Lanze (San Gregorio)
4. 1775 rio S. Paternian (completamento)
5. 1775 rio del Persemolo (San Cassiano)
6. 1776 rio Barba Frutarol (parzialmente)
7. 1776 rio delle Carampane (Campiello del Bonomo, interramento parziale)
8. 1778 rio di Riva di Biasio
9. 1779 rio dei Savoneri (San Polo)
10. 1782 rio Mandolina (tra San Beneto e Sant'Angelo)
11. 1786 rio del Bagatin e rio San Canciano
12. 1787 rio San Leonardo
13. 1798 rio dei Assassini
14. tra 1802 e 1805: rio San Stin
15. tra 1802 e 1805: rio Parucheta
16. tra 1802 e 1805: rio Sant'Agostin
17. tra 1802 e 1805: rio dei Nomboli
18. tra 1802 e 1805: rio dei Frari
19. tra 1802 e 1805: rio Sant'Antonio
20. tra 1802 e 1805: rio Sant'Antonin
21. 1806 rio Barba Frutarol (completamento)
22. 1806 rio dei Franceschi
23. 1806 rio Santi Apostoli
24. 1807 rio San Giuseppe
25. 1810-12 rio Sant'Anna (via Garibaldi)
26. 1817 rio della Carità (parzialmente)
27. 1818 rio dei Do Ponti (parzialmente)
28. 1828-34 rio Ballini
29. 1834 rio della Crea (successivamente riaperto)
30. 1835-36 rio San Nicolò
31. 1837 rio San Cosmo (Giudecca)
32. 1838 rio Sant'Agnese (parzialmente) oggi rio terà Foscarini
33. 1839 rio della Carità (completamento)
34. 1840-44 rio dei Saloni
35. 1840-44 rio dei Catecumeni
36. 1840-44 rio del Forner
37. 1840-44 rio di San Silvestro (parziale)
38. 1840-44 rio delle Carampane (completamento)
39. 1840-44 rio dei Meloni
40. 1844 rio dei Sabbioni (Lista di Spagna)
41. 1844 rio delle Colonne
42. 1845 rio dell'Isola
43. 1846 rio dell'Olio
44. 1846 rio del Fontego
45. 1846 rio di San Silvestro (completamento)
46. 1846 rio delle Farine
47. 1846 rio Molin
48. 1846 rio dei Pensieri
49. 1850 rio del Cristo (San Marcuola)
50. 1850 rio Drio la Chiesa
51. 1851 rio dei Do Ponti (completamento)
52. 1862 rio del Canal
53. 1863 rio Scoasera
54. 1864 rio dell'isola (campo Santa Margherita)
55. 1865 rio Sant'Agnese (completamento) oggi rio terà Foscarini
56. 1867 rio Ognissanti
57. 1870 rio della Guerra
58. 1870 rio delle Vergini
59. ante 1898 rio dei Sechi (parzialmente)
60. ante 1898 rio de la Corte Cazza
61. ante 1898 rio di Mezzo (Malamocco)
62. 1933 rio Sant'Andrea
63. 1951 rio dei Sechi (completamento)
64. 1968 rio de l'Isola